# Richard Apanui
Pas d'image ? Cliquez ici

a Compétitions nationales et continentales officielles uniquement.

Dernière mise à jour le 29 août 2016.
Richard Apanui, né le 2 octobre 1979, est un joueur néo-zélandais de rugby à XV qui évolue au poste de demi d'ouverture. Il mesure 1,87 m pour 94 kg.

## Biographie
En 2010, en provenance du Tarbes Pyrénées rugby, Richard Apanui signe un contrat de deux saisons avec l'US Dax.
Il rejoint le FC Lourdes en Fédérale 1 en 2012.
Il est marié à Kate et a deux filles, Anya et Vivienne.

## Carrière

### En club
- 2006-2007 : RC Chalon (Fédérale 1)
- 2007-2010 : Tarbes Pyrénées (Pro D2)
- 2010-2012 : US Dax (Pro D2)
- 2012-2013 : FC Lourdes (Fédérale 1)
- 2013-2014 : Entente Astarac Bigorre (Fédérale 3)

### En province
- 2002-2005 : Southland (NPC)